# كارلا شميت
كارلا شميت (بالألمانية: Karla Schmidt)‏ هي مؤلفة وكاتِبة ألمانية، ولدت في 1974 في غوتينغن في ألمانيا.